# 埔心牧場
埔心牧場（英文： Pushin Ranch）位於臺灣桃園市楊梅區的幼獅工業區旁，由味全公司於1957年於現址開墾，1998年頂新集團入主味全公司，2019年由三立電視媒體集團購得埔心牧場。

## 歷史沿革
前身是日治時代的台灣畜產株式會社第一牧場，戰後改成台灣農林股份有限公司畜產分公司台北牧場。
1955年，台灣農林畜產分公司民營化，味全公司承購台灣農林台北牧場。

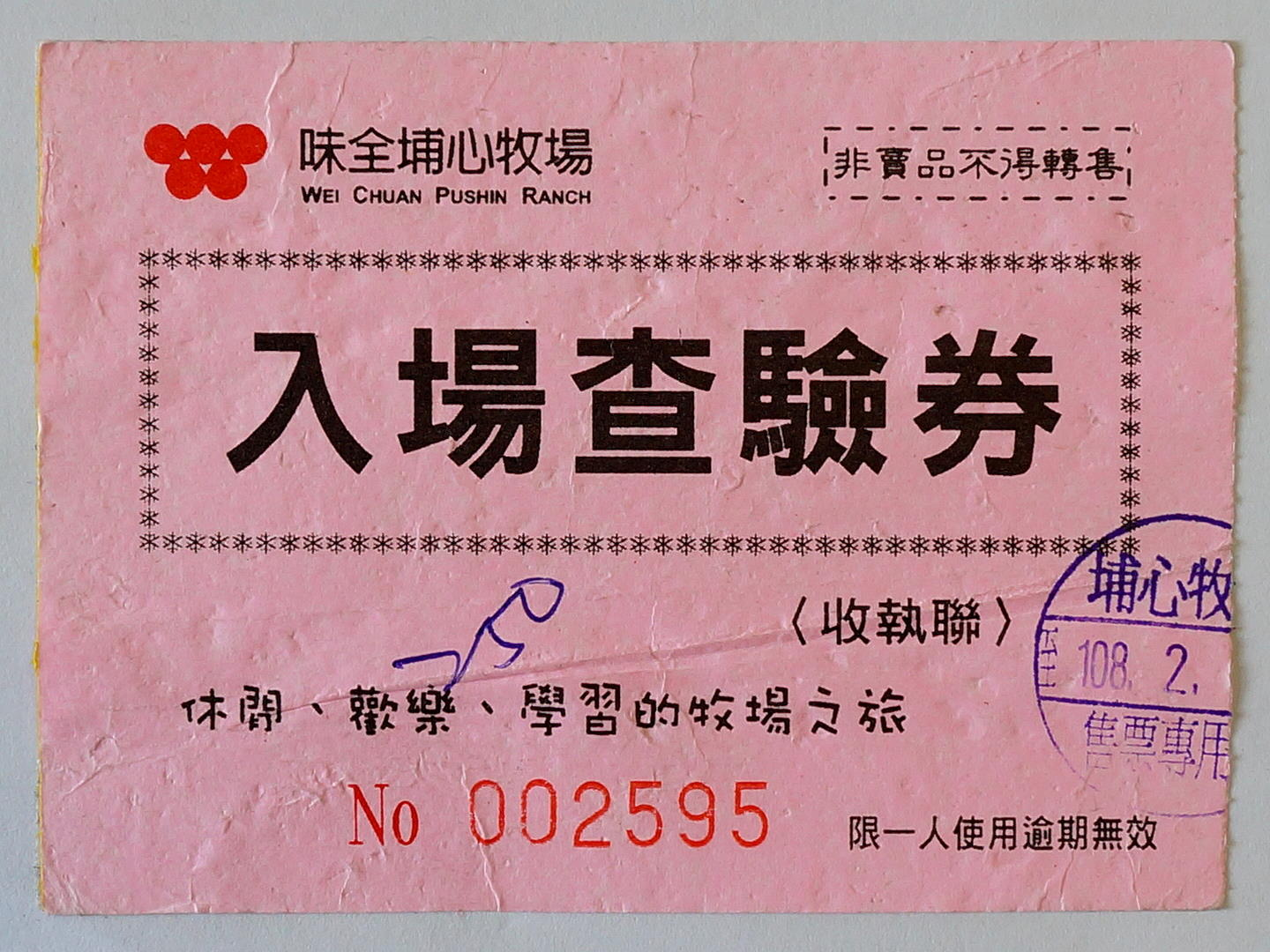
味全埔心牧場入場查驗券收執聯

1957年，味全公司配合蔣中正政府發展台灣酪農業，應桃園縣政府之邀，於楊梅埔心高山頂現址墾殖牧草地60餘公頃，為北台灣第一座牧場，協助政府培訓近2,000名傑出酪農，是台灣酪農業的重要搖籃。
1979年，桃園縣政府為發展觀光產業，指定埔心牧場為產業觀光區，成為國人熟知的埔心牧場。
1998年，頂新國際集團取得味全公司的多數股權，味全公司成為頂新集團旗下公司。
2018年11月13日，味全公司宣布將埔心牧場出售給三立媒體集團三立影城。三立影城並規劃將6萬8600坪（26公頃）農牧用地透過都市計畫變更為媒體園區。

## 園區
埔心牧場園區分為親子遊憩區、湖山景緻區、歐式花園、體能訓練場、露營烤肉區、各式遊樂區等。

## 外部連結
- 埔心牧場 （页面存档备份，存于）
- 埔心牧場-TripperWay （页面存档备份，存于）
- 味全埔心牧場-Tripadvisor （页面存档备份，存于）
- 埔心牧場的Facebook專頁